# Ischnochiton
El género Ischnochiton es uno de los tantos géneros vivos y conocidos de la clase Polyplacophora o Amphineura.

## Especies

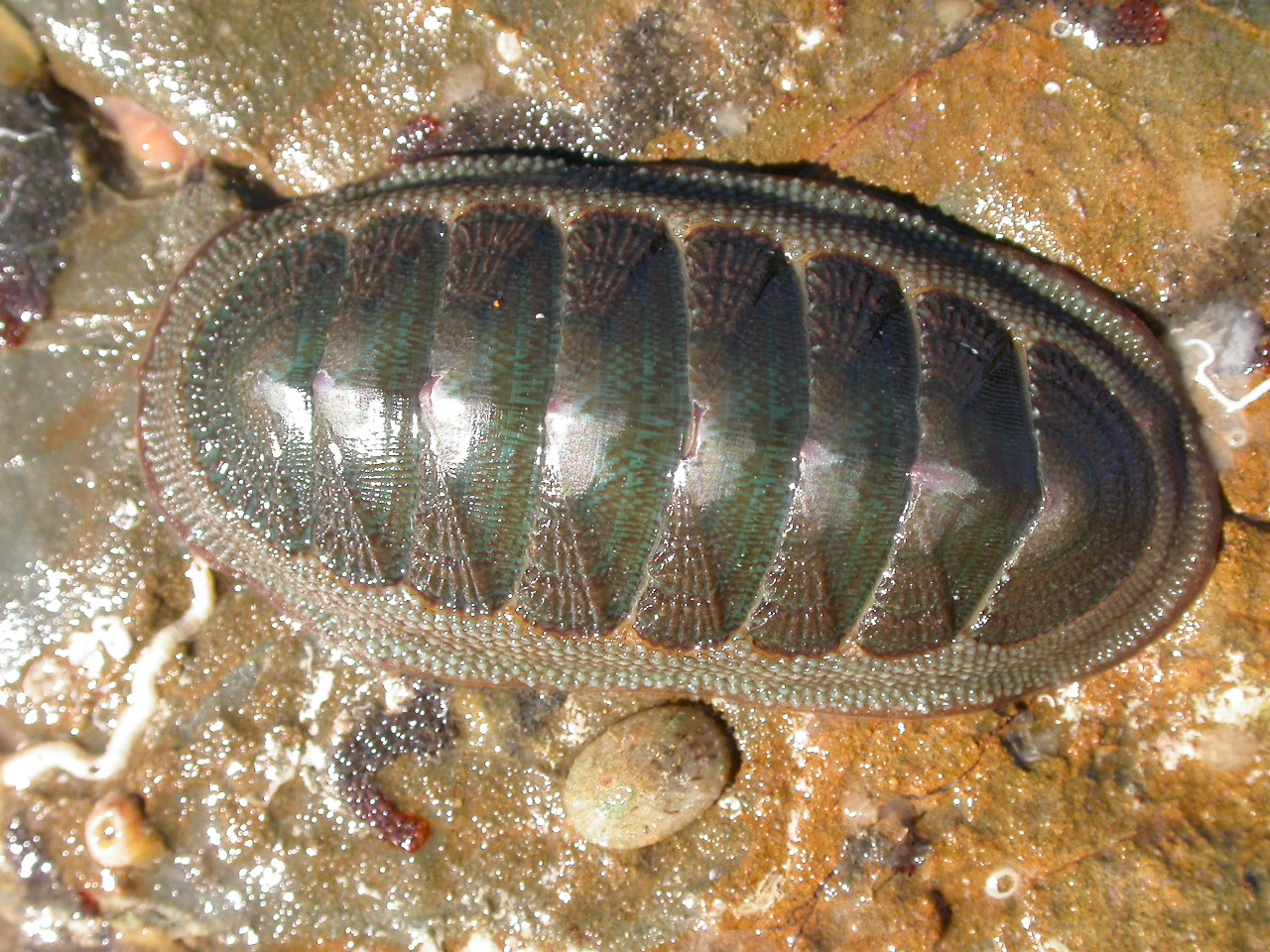
Ischnochiton australis

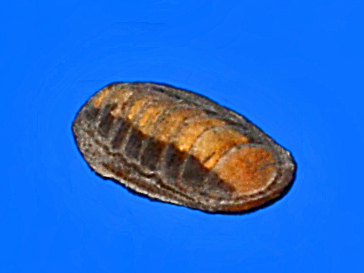
Ischnochiton elongatus

- Ischnochiton abyssicola Smith & Cowan, 1966
- Ischnochiton alascensis Thiele, 1910
- Ischnochiton albus (Linnaeus, 1767)
- Ischnochiton australis (G.B. Sowerby II, 1833)
- Ischnochiton bergoti (Vélain, 1877)
- Ischnochiton cariosus
- Ischnochiton circumvallatus (Reeve, 1847)
- Ischnochiton contractus
- Ischnochiton dilatosculptus Kaas, 1982
- Ischnochiton elongatus (Blainville, 1825)
- Ischnochiton erythronotus (C. B. Adams, 1845) – multihued chiton
- Ischnochiton exaratus (G. O. Sars, 1878)
- Ischnochiton evanida  Sowerby, 1840
- Ischnochiton floridanus
- Ischnochiton granulifer Thiele, 1909
- Ischnochiton hartmeyeri Thiele, 1910 – multiringed chiton
- Ischnochiton lineolatus
- Ischnochiton lividus
- Ischnochiton luteoroseus Suter, 1907
- Ischnochiton maorianus Iredale, 1914
- Ischnochiton mawsoni Cotton, 1937
- Ischnochiton newcombi Pilsbry, 1892
- Ischnochiton oniscus (Krauss, 1848)
- Ischnochiton niveus Ferreira, 1987
- Ischnochiton papillosus (C. B. Adams, 1845)
- Ischnochiton pectinatus
- Ischnochiton pseudovirgatus Kaas, 1972 – blue-spot chiton
- Ischnochiton purpurascens
- Ischnochiton pusio (Sowerby in Sow. & Brod., 1832)
- Ischnochiton retiporosus
- Ischnochiton ritteri
- Ischnochiton ruber
- Ischnochiton scrobiculatus (Middendorff, 1847)
- Ischnochiton smaragdinus (Angas, 1867)
- Ischnochiton striolatus (J. E. Gray, 1828)
- Ischnochiton subviridis
- Ischnochiton textilis (Gray, 1828)
- Ischnochiton torri
- Ischnochiton verconis